# فضاساز میل‌گرد

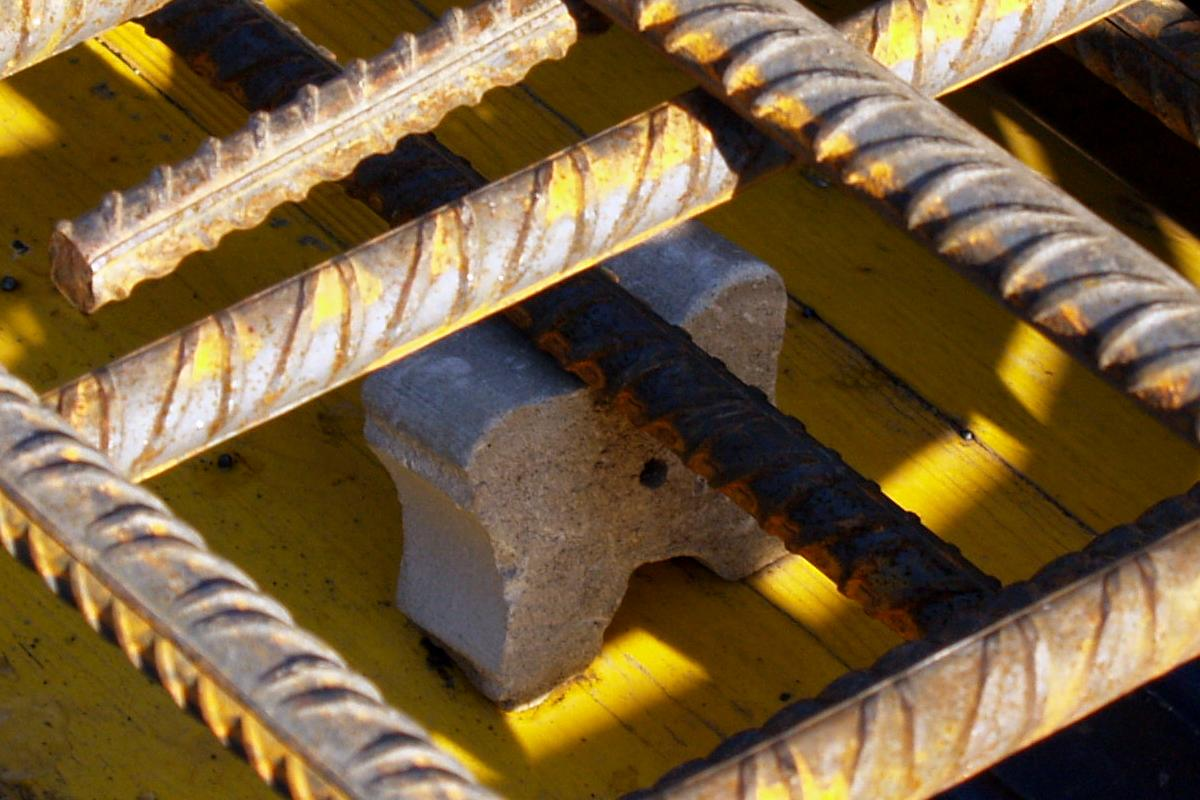
فضاساز نقطه‌ای میلگرد

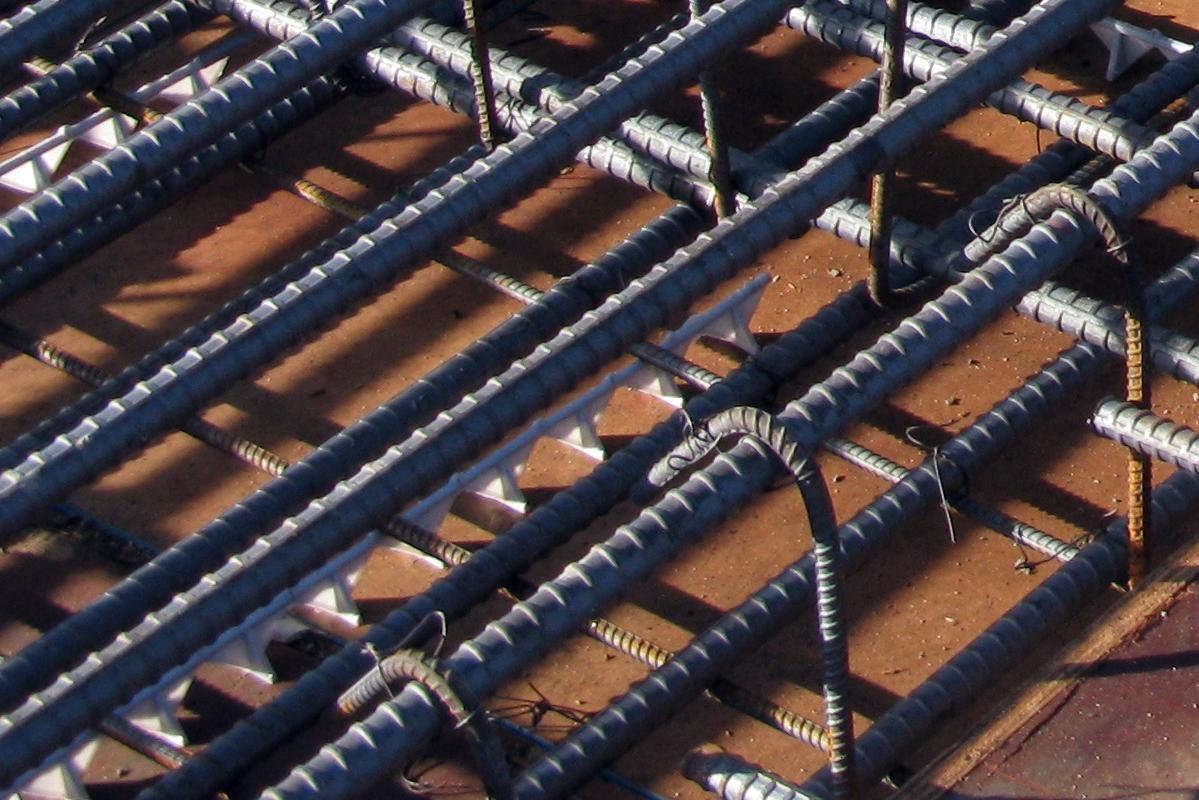
فضاساز خطی میلگرد

فضاساز میلگرد یا اسپیسر میلگرد (به انگلیسی: Rebar Spacer)، المانی می‌باشد که به منظور ایجاد فاصله میلگرد از سطح بیرونی بتن مورد استفاده قرار می‌گیرد. این کار به این منظور صورت می‌پذیرد که مانع از رسیدن عوامل خورنده محیط به سطح میلگرد شود. رسیدن رطوبت و اکسیژن به سطح میلگرد باعث واکنش اکسایش-کاهش (به انگلیسی: Redox) شده و باعث اکسایش میلگرد در سطح وسیعی می‌شود. این فرایند که زنگ‌زدگی نیز به آن گفته می‌شود باعث افزایش حجم میلگرد شده و در نهایت با فشار زیادی که به بتن می‌آورد باعث ایجاد ترک در بتن می‌شود. اسپیسر باعث می‌شود که فاصله مناسبی بین میلگرد و سطح محیط بیرون بتن ایجاد شود.
اسپیسرها بر اساس جنس مواد، انواع متفاوتی را تشکیل می‌دهند. انواع بتنی، فلزی و پلاستیکی بسیار متداول می‌باشند. اسپیسر بتنی باید از استحکام و تراکم خوبی برخوردار باشد و عاری از تخلخل بوده و در برابر عوامل خورنده مقاوم باشد. این نوع اسپیسرها باید در شرایط معین از نظر طرح اختلاط، تراکم و عمل‌آوری (به انگلیسی: curing) تولید شوند. تولید کارگاهی این نوع اسپیسرها در هیچ جای دنیا رایج نیست و استانداردهای مربوطه بر تولید کنترل شده این قطعات تأکید دارند.
اسپیسرهای فلزی از انواع مفتول‌ها یا میلگردها با ضخامت‌های معین ساخته می‌شوند. این قطعات باید به شکل مناسب طوری طراحی شوند که می‌لگرد به راحتی بر روی آن سوار شود. باید توجه داشت که پایه‌های این اسپیسرها باید به اندازه مناسب با کاور پلاستیکی یا پوششهای مقاوم پوشش داده شوند. تولید و شکل‌پذیری سخت اسپیسرهای بتنی و فلزی باعث گران شدن این قطعات می‌شود، علاوه بر اینکه شکل این اسپیسرها ساده بوده و بخش گیره میلگرد آن شامل یک مفتول آرماتوربندی می‌باشد که این مسئله مانع از این می‌شود که میلگرد به خوبی بر روی اسپیسر قرار گیرد.
اسپیسرهای پلاستیکی دسته دیگری از این قطعات می‌باشد که فرایند تولید آنها سریع بوده و در اشکال گوناگون قابل تولید می‌باشند. شکل‌پذیری آسانی داشته و در نتیجه از لحاظ اقتصادی ارزانترین نوع اسپیسر می‌باشند. طراحی اسپیسرها و نحوه استفاده از آنها در استاندارد BSI-۷۹۷۳ به‌طور کامل توضیح داده شده‌است.
اسپیسرهای چرخی در ستون‌ها و دیوارهای بتنی مورد استفاده قرار می‌گیرد. هر یک از اسپیسرهای پلاستیکی با توجه به میزان بار تحملی و روش بتن ریزی برای قسمت خاصی از ساختمان طراحی گردیده و مناسب استفاده در همان بخش از ساختمان می‌باشد.